# Soobax
Soobax è un brano musicale scritto ed interpretato dal rapper somalo K'naan, estratto come brano musicale dall'album My Life Is a Movie, e come singolo dal suo album The Dusty Foot Philosopher.
Il brano è anche presente nella colonna sonora del videogioco FIFA 06.

## Il brano

### Testo
Nella canzone il cantante parla di come gli occidentali abbiano oppresso il suo paese, la Somalia, facendo diverse citazioni della sua vita, inoltre il ritornello della canzone è in somalo, a differenza del resto della canzone che è in inglese tranne in un versetto, ed è in realtà una filastrocca somala.

### Video musicale
Il video musicale prodotto per Soobax è stato girato a Nairobi nel quartiere somalo della città, "Eastleigh", doveva essere girato a Mogadiscio ma era considerato troppo pericoloso. Il video mostra il cantante cantare in diverse zone del quartiere, con diverse scene dove le persone ballano e cantano insieme a lui.